# Іван Манді
Іван Манді (угор. Mándy Iván; *23 грудня 1918, Будапешт — †6 жовтня 1995, Будапешт) — угорський письменник, якого називають одним із найбільших прозаїків Угорщини другої половини XX століття. Зазнав упливу сюрреалізму. Також журналіст. Після звільнення від совєцької окупації — редактор літературного журналу Holmi.

## Біографія
У 1945-1948 — один із видавців журналу, який об'єднував таких авторів, як Ґеза Оттлік, Янош Пілінській, Агнеш Немеш Надь. У 1949-1955 не публікувалася через комуністичну цензуру. 1989-1992 очолював літературний журнал Holmi.

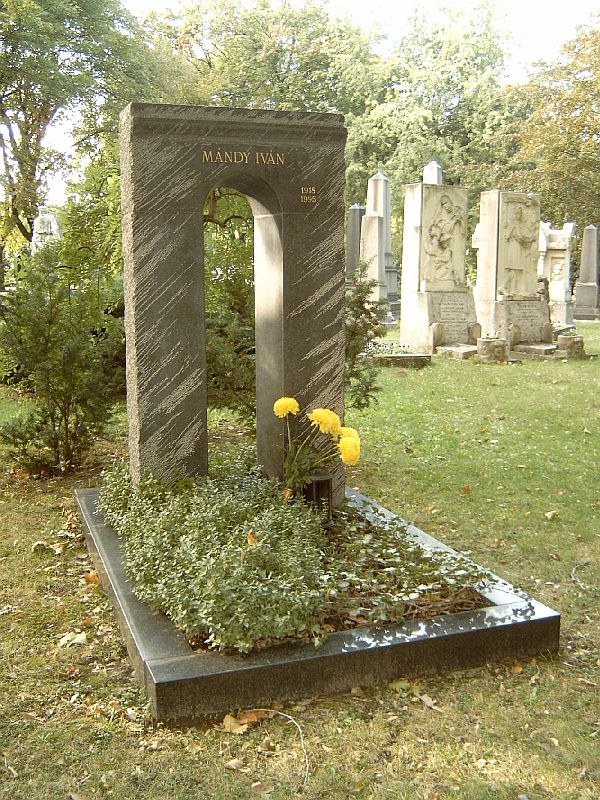
Могила Івана Манді

Написав кілька кіносценаріїв, його романи і п'єси були екранізовані. Знявся в двох стрічках Іштвана Сабо — «Фільм про любов» (1970) і «Вулиця Пожежних, будинок 25» (1973). Автор кількох книг для дітей.

## Вибрані твори
- 1948 Francia kulcs / Гучний ключ (роман)
- 1948 A huszonegyedik utca / Двадцять перша вулиця (роман)
- 1959 Fabulya feleségei / Фабулія і його дружини (роман)
- 1963 A pálya szélén / На узбіччі (роман)
- 1967 Régi idők mozija / Це добре старе кіно (роман у новелах)
- 1970 Mi van Verával? / Як там Віра? (Роман)
- 1972 Mi az, öreg? / В чому справа, старий? (Новели)
- 1983 Átkelés / Перехрестя (новели)
- 1984 Strandok, uszodák / Ванни, басейни (повість)
- 1992 Huzatban / З начерків (новели)
- 1996 A légyvadász / Мисливець на мух (новели)

## Визнання
- Лауреат премій Баумгартена (1948);
- Аттіли Йожефа (1969);
- Тібора Дері (1985);
- Лайоша Кошута (1988);
- Джорджа Сороса за життєве досягнення (1992);
- Член Будапештського міської ради (1991);
- Президент Академії літератури і мистецтва імені Сечені (1992).
- У 1993 висувався лауреатом на Нобелівську премію.